# Red Buttons
Red Buttons (5 de febrer de 1919, Nova York, Estats Units - 13 de juliol de 2006, Century City, Los Angeles), va ser un actor estatunidenc.

## Biografia
Nascut a Manhattan, Nova York, a l'edat de 16 anys va aconseguir treball en Ryan's Tavern a City Island, Bronx. La combinació del seu cabell pèl-roig i els brillants botons del seu uniforme de treball van inspirar al director d'orquestra Charles Dinty Moore a dir-li Red Buttons (que significa botons vermells), nom que posteriorment utilitzaria en l'àmbit artístic.
El 1941, José Ferrer va triar Buttons per aparèixer en el xou The Admiral Had a Wife. L'atac de Pearl Harbor va tenir lloc el 7 de desembre de 1941 i l'obra anava a ser estrenada l'endemà, però mai ho va fer, ja que la seva realització va ser considerada inadequada després del desastre. En els anys següents, Buttons faria broma sobre aquest fet dient que els japonesos van atacar Pearl Harbor per treure-l del teatre.
El setembre del 1942, finalment va debutar en l'obra Vickie en la qual també actuaven Ferrer i Uta Hagen. Més tard aquest mateix any, Buttons va aparèixer a Wine, Women and Song. També va treballar en l'obra Winged Victory, així com en la pel·lícula homònima.
El 1952, Buttons va tenir la seva pròpia sèrie televisiva, The Red Buttons Show, la qual va ser transmesa durant tres anys i va ser molt reeixida. Buttons va popularitzar a mitjans dels anys 50 la frase strange things are happening (coses estranyes estan passant).
El seu rol a Sayonara va ser més dramàtic que els seus papers anteriors. En aquella pel·lícula, el seu personatge es deia Joe Kelly, un pilot de la Força Aèria dels Estats Units destinat a Kobe, Japó, durant la Guerra de Corea, que s'enamora de Katsumi, una dona japonesa (interpretada per Miyoshi Umeki). Tant Buttons com Umeki van guanyar un Oscar per aquesta pel·lícula.
Després de Sayonara, Buttons va aparèixer en nombroses pel·lícules, incloent Hatari!, El dia més llarg, Harlow, L'aventura del Posidó, i Pete's Dragon. També va treballar en programes de televisió memorables, com It's Garry Shandling's Show.
Buttons es va convertir en un còmic reconegut. Ocupa el lloc 71 en la llista Comedy Central dels 100 millors comediants de la història.
Des de 1947 a 1951, va estar casat amb l'actriu Roxanne Arlen. El seu casament següent va ser amb Helayne McNorton, des del 8 de desembre de 1949 fins a 1963, quan es van divorciar. Finalment es va casar amb Alicia Pratt el 27 de gener de 1964, que va morir el març de 2001. Buttons va tenir una filla, Amy, i un fill, Adam.
Va morir als 87 anys a causa d'una malaltia cardiovascular el 13 de juliol de 2006 a casa seva, a Los Angeles.

## Filmografia
| - 1944: Winged Victory: Whitey / Andrews Sister - 1947: 13 Rue Madeleine: ': Segon Jump Master - 1957: Sayonara: Airman Joe Kelly - 1958: Hansel and Gretel (TV): Hansel - 1958: Imitation General: Cpl. Chan Derby - 1959: El gran circ (The Big Circus): Randy Sherman - 1961: Un, dos, tres (One, Two, Thre): sergent de la PM - 1962: Hatari!: Butzaques - 1962: Five Weeks in a Balloon: Donald O'Shay - 1962: El dia més llarg: Soldat ras John Steele - 1962: Gay Purr-ee: Robespierre (veu) - 1963: A Ticklish Affair: Oncle Cy - 1964: Your Cheatin' Heart: Shorty Younger - 1965: Up from the Beach: Pfc. Harry Devine - 1965: Harlow: Arthur Landau - 1966: Stagecoach: Peacock - 1966: The Double Life of Henry Phyfe (sèrie TV): Henry Wadsworth Phyfe (1966) - 1969: They Shoot Horses, Don't They?: Mariner - 1970: George M! (TV): Sam H. Harris - 1970: Breakout (TV): Pipes - 1971: Who Killed Mary What's 'Er Títol?: Mickey - 1972: L'aventura del Posidó (The Poseidon Adventure): James Martin - 1973: Alexander, Alexander (TV): Alexander Foster - 1975: The New Original Wonder Woman (TV): Ashley Norman / Carl | - 1976: Louis Armstrong - Chicago Style (TV): Red Cleveland - 1976: Gable and Lombard: Ivan Cooper - 1977: Viva Knievel!: Ben Andrews - 1977: Pete's Dragon: Hoagy - 1977: Telethon (TV): Mart Rand - 1978: The Users (TV): Warren Ambrose - 1978: Movie Movie: Peanuts / Jinks Murphy - 1979: Rudolph and Frosty's Christmas in July (TV): Milton (veu) - 1979: C.H.O.M.P.S.: Bracken - 1979: Califòrnia (Knots Landing) (TV) - 1980: Power (TV): Solly Weiss - 1980: When Time Ran Out...: Francis Fendly - 1980: The Dream Merchants (TV): Bruce Benson - 1981: Leave 'em Laughing (TV): Roland - 1981: Side Show (TV): Harry - 1982: Off Your Rocker (TV): Seymour Saltz - 1985: Reunion at Fairborough (TV): Jiggs Quealy - 1985: Alice in Wonderland (TV): White Rabbit - 1979: Knots Landing (fulletó Tv): Al Baker (1987) - 1988: 18 Again!: Charlie - 1990: La misteriosa ambulància: Elias Zacharai - 1994: Et podria passar a tu (It Could Happen to You): Walter Zakuto - 1999: La nostra història (The Story of Us): Arnie Jordan - 2001: Odessa or Bust: The Old Man |

## Premis i nominacions

### Premis
- Oscar al millor actor secundari per al seu personatge del sergent Joe Kelly a la pel·lícula Sayonara (1958).
- Globus d'Or al millor actor secundari per la pel·lícula Sayonara (1958).

### Nominacions
- Globus d'Or al millor actor secundari per la pel·lícula Harlow (1966).
- Globus d'Or al millor actor secundari per la pel·lícula They Shoot Horses, Don't They? (1970).
- Primetime Emmy al millor actor convidat en sèrie dramàtica per la sèrie de televisió ER (2005).